# Sargon (Schachprogramm)
Sargon (Eigenschreibweise auch SARGON) ist ein Schachprogramm des amerikanischen Entwicklerehepaars Dan und Kathe Spracklen aus den späten 1970er- und den 1980er-Jahren, das damals als Maßstab für Spielstärke und Komfort galt. Namenspatron ist Sargon von Akkad (um 2300 v. Chr.), ein antiker Herrscher in Mesopotamien.

## Geschichte
Angeregt durch das BASIC-Listing eines unfertigen Schachprogramms, das dem Ehepaar Spracklen um 1977 in die Hände fiel, beschlossen sie, selbst solch ein Programm zu entwickeln. Sie entschieden sich für das deutlich effizientere Assembler und nutzten den damals erst kurz zuvor auf dem Markt erschienenen 8-Bit-Mikroprozessor Z80 der amerikanischen Firma Zilog. Die erste Version wurde 1978 veröffentlicht und gewann im selben Jahr das Schachcomputerturnier auf der vom 3. bis 5. März im kalifornischen San José stattfindenden West Coast Computer Faire (Computer-Messe).
In der Folge erschienen, zumeist mit römischen Zahlen (II, III, IV und V) durchnummeriert, weitere Versionen (Ausnahme Ver. 2.5), zuletzt im Jahr 1991 die Version V.